# سوخت موشک

سوخت باروت

سوخت موشک (انگلیسی: Propellant) یا سوخت رانش، یک ماده شیمیایی است که در توسعه و تولید انرژی مورد نیاز برای حرکت شاره‌ها یا تولید نیروی پیش‌رانش و پرتابه استفاده می‌شود. سوخت‌های موشک، موادی پر انرژی هستند و از سوخت‌هایی مانند بنزین، سوخت جت، نیروی محرکه راکت یا عوامل اکسنده تشکیل می‌شوند.